# 王寿迈
王寿迈，直隶大兴（今北京大兴）人，是一名清朝政治人物。举人出身。
王寿迈曾于1855年接替刘郇膏任嘉定县知县一职，1856年由张元揆接任。